# 陳有祺
陈有祺（1936年—2019年11月23日），男，天津人。中国计算机科学家。南开大学教授。

## 生平
1936年生。1960年毕业于北京大学数学力学系。同年开始在南开大学工作，曾在数学学系、计算机与系统科学系任教。1980年作为访问学者赴美国密歇根大学计算机科学系，研修人工智能和形式语言。1982年回国。之后担任过南开大学计算机与系统科学系主任。长期从事编译理论、数据结构、形式语言与自动机、人工智能和自然语言理解等领域的教研工作。
因病于2019年11月23日凌晨在天津逝世，享年83岁。

## 出版物
编著有《形式语言与自动机》《数据结构导论》《软件工程引论》《数据结构:C++语言描述》《数据结构与算法》等专业著作，被选用为高校学科教材。代表性论文有《BCLR(k)文法及其分析算法》《PROLOG语言中的一个逻辑问题》《以自然语言为界面实现VC++程序的自动生成》等。